# عبد الله أحمد علي العديني
عبد الله أحمد علي العديني برلماني يمني، عضو في مجلس النواب، عن الدورة البرلمانية 2003-2009 والكتلة البرلمانية لنواب حزب التجمع اليمني للإصلاح عن الدائرة الانتخابية رقم (35) بمحافظة تعز.

## فترة المجلس
باتفاق عرف بأسم «إتفاق فبراير» تمددت فترة المجلس لمدة عامين، وبقيام ثورة الشباب اليمنية لم تُجرَ الانتخابات، وبحسب إتفاق المبادرة الخليجية تمددت لمدة عامين آخرين حتى 2013.

## الفكر الديني
اشتهر العديني بأفكاره المتطرفة وآرائه المثيرة للجدل في المجتمع. كان العديني ومازال يرى أن ثورة 26 سبتمبر اليمنية ثورة جاهلية وأنهم لما أقاموا حركة الإخوان المسلمين في اليمن كان من أهم أهدافها الإطاحة بالثورة.

في اكتوبر 2017 قام العديني بشن هجوم حاد على تنظيم حفل فني بمناسبة احتفالات ثورة 14 أكتوبر في مدينة تعز. وتكررت خطبه التحريضية ضد الحفلات والأعراس التقليدية وقدمت أيضا شكاوى ضده من بعض ضحايا فتاويه كما حدث في مايو 2022.
الجدير بالذكر أن فتاوى العديني طالت حتى الأطفال الذين لا تتجاوز أعمارهم بضع سنوات فقد برر لجرائم اغتصاب وقتل طفلة لم تتجاوز 6 سنوات بحجة أن ملابسها كانت فاضحة وأثارت فتنة القاتل الذي اغتصبها.وقد كانت كلها محض افتراء عليه.
في مارس 2021 هاجم العديني مذيعة قناة السعيدة الفضائية مايا العبسي وطاقمها واصفا اياهم "دجاجة وخمسة ثعالب" واتهم اهلها بعديمي الغيرة ما دفع مايا للرد عليه بحكمة وأدب احتراما لسنه.
من الممكن لاي شخص كتابة ما يراه هوى بلا تحري فكل من يقراء هذا يتوجب عليه التحري.